# دوري كوسوفو لكرة القدم
دوري كوسوفو لكرة القدم هو الدوري الوطني لكرة القدم في كوسوفو .